# Lähden
Lähden ist die nördliche Mitgliedsgemeinde in der Samtgemeinde Herzlake im Osten des Landkreises Emsland in Niedersachsen.

## Geografie

### Lage
Lähden liegt in der Region Hümmling wenige Kilometer südlich der Geesthügel des Hümmling. Im Nordwesten bildet die Mittelradde die Gemeindegrenze, im Südosten die Südradde. Einige Kilometer westlich verläuft die Ems und wenige Kilometer südlich die Hase.

### Geologie
Während der Eiszeit war Skandinavien von einem etwa 2.500 m mächtigen Gletscher bedeckt. Er stieß während der größten Eisausbreitung etwa 1.200 km weit nach Norddeutschland und über 2.500 km bis tief nach Osteuropa vor. Ganze Teile Nordeuropas (England, Irland, Skandinavien, Norddeutschland und Polen) waren mit Eis bedeckt. Die Eismassen der Gletscher schoben gewaltige Geröllmassen vor sich her und lagerten sie an den Seiten (Seitenmoränen) und am Ende der Gletscherzunge (Stirnmoräne) ab.
Aber auch größere Gesteinsbrocken wurden mitgeschleppt und blieben nach dem Rückgang der Gletscher als Findlinge (erratische Blöcke) liegen. Auf der Suche nach Feuersteinen zur Herstellung von Waffen und Werkzeugen wurden steinzeitliche Jäger als erste auf eiszeitliche Geschiebe aufmerksam. Danach spielten Findlinge aus eiszeitlichen Moränen im Volks- und Aberglauben eine gewisse Rolle.

### Nachbargemeinden
Nachbargemeinden sind im Norden die Gemeinden Groß Berßen und Hüven in der Samtgemeinde Sögel, sowie die Gemeinden Lahn und Werlte in der Samtgemeinde Werlte, im Osten die Stadt Löningen im Landkreis Cloppenburg, im Süden die Gemeinde Herzlake und im Westen die Stadt Haselünne.

### Gemeindegliederung
Zur Gemeinde Lähden gehören die Ortschaften Lähden, Ahmsen, Herßum, Holte-Lastrup und Vinnen.
Lage der Ortsteile im Gemeindegebiet
|  | 1. Ahmsen 2. Herßum 3. Holte-Lastrup 4. Lähden 5. Vinnen |

## Geschichte
Das lokale Großsteingrab Lähden I (Sprockhoff Nr. 866) gehört mit 21,5 m zu den längsten Ganggräbern der Region. Es hat Reste einer doppelten ovalen Einfassung. Im Ortsteil Herßum befindet sich das Großsteingrab im großen Sande (Sprockhoff Nr. 867) eine Anlage mit Resten einer ovalen Einfassung.
Die Gemeinde Lähden in der heutigen Form gibt es seit 1974. Der größte Ortsteil ist Lähden mit etwa 2.000 Einwohnern. 1998 wurde das 1050-jährige Bestehen gefeiert.
Die Ortsteile Holte (Hümmling) und Lastrup (Hümmling) wurden erstmals 947, Vinnen 1000 und Herßum 1074 urkundlich erwähnt. Bis 1814 waren diese Dörfer auch politisch auf Holte ausgerichtet. Erst danach wurden die Dörfer selbständig.
1964 schlossen sich das nur 103 Hektar große Holte mit der flächenmäßig bedeutend größeren Nachbargemeinde Lastrup zur neuen Gemeinde Holte-Lastrup zusammen.
Mit der Gemeindereform, die im Altkreis Meppen am 1. März 1974 in Kraft trat, wurde Lähden eine Mitgliedsgemeinde in der Samtgemeinde Herzlake.

### Eingemeindungen
Am 1. Februar 1971 kam es zur Eingliederung der Gemeinden Holte-Lastrup, Ahmsen, Herßum und Vinnen in die Gemeinde Lähden. Zuvor gab es einen erbitterten Kampf um den Schulstandort, den Namen und den Sitz der Gemeinde. Der Schulzweckverband setzte sich für Holte-Lastrup als geschichtlich gewachsener Mittelpunkt und Sitz der Pfarrkirche ein. Lähden verwies auf seine größere Fläche, seine höhere Einwohnerzahl und seinen gewerblichen Schwerpunkt.
Beim Namen einigte man sich auf Lähden, während Holte-Lastrup der Standort für die Hauptschule wurde.

## Politik

### Gemeinderat
Der Bürgermeister ist Rudolf Völker (CDU) aus Vinnen. Er ist in seiner ersten Amtsperiode.
Der Gemeinderat hat 15 gewählte Mitglieder. Ihm gehören seit der Kommunalwahl am 12. September 2021 drei Parteien an.
- CDU – 11 Sitze
- SPD – 3 Sitze
- Bündnis 90/Die Grünen – 1 Sitz

Die nächsten Kommunalwahlen werden 2026 stattfinden.

### Wappen
Beschreibung: In Grün zwei silberne Wellenlinksbalken unter einem goldenen Schildhaupt mit einem roten Hünengrab.
Symbolik: Die Steine zeigen die fünf zu der Gemeinde gehörenden Ortschaften
- Lähden
- Herßum
- Ahmsen
- Vinnen
- Holte-Lastrup

Die beiden weißen Wellenlinksbalken stellen die Mittel- und Südradde und die Grenzen der Gemeinde im Norden und Süden dar.

## Kultur und Sehenswürdigkeiten

### Kirchen
In der Samtgemeinde befinden sich vier Kirchen.
Ahmsen
Auf einem ihnen von der Gemeinde Ahmsen geschenkten Grundstück errichteten die Maristen 1922 ein Kloster. Dort wurde die Maristenbrüder und die angehenden Patres ausgebildet. Zugleich diente die Klosterkapelle den Katholiken des kleinen Dorfes als Kirche. Während des Zweiten Weltkrieges beschlagnahmte die Gestapo das Kloster.
Die Ahmser richteten sich daraufhin in einer Scheune eine Notkirche ein, da der Weg nach Holte zur Pfarrkirche zu beschwerlich war. Nach dem Krieg wurde in Ahmsen eine eigene Kirche erbaut, diese gehört aber weiterhin zur Pfarrgemeinde Holte. Die Verstorbenen aus Ahmsen werden auf dem Friedhof in Holte beerdigt.
Das Maristenkloster wurde seit 1980 auch als „Haus der Begegnung“ genutzt. Als die Maristen 2010 die Leitung des Hauses abgaben, wurde es zum „Exerzitienhaus Ahmsen“. Seit dem 1. Januar 2019 wird das ehemalige Kloster als Bildungs- und Begegnungshaus Jugendkloster Ahmsen genutzt. Betreiber ist der Verein „Marstall Clemenswerth und Jugendkloster Ahmsen e. V.“
St.-Clemens-Kirche, Holte-Lastrup
Die St.-Clemens-Kirche zählt zu den ältesten Kirchen im Emsland. Sie war Mittelpunkt des Kirchspiels Holte, zu dem die Gemeinden Holte, Lastrup, Herßum, Vinnen, Ahmsen und Lähden gehörten. Die Kirche wurde 1276 erstmals urkundlich erwähnt. 1523 wurde die Kirche neu erbaut, der Turm stammt aus dem Jahre 1852.
Der Kirchturm verfügt über ein Geläut von drei Kirchenglocken. Die kleinste stammt aus dem Jahr 1340, hat 94 cm Durchmesser und wiegt etwa 500 kg. Sie soll die älteste Glocke des Hümmlings sein. Die mittlere und die große Glocke stammen aus dem Jahr 1509. Die mittlere hat einen Durchmesser von 118 cm und wiegt 1050 kg, die große Glocke mit einem Durchmesser von 129,5 cm wiegt 1350 kg.
Nach Fertigstellung des Turmes 1852, wechselten die bis dahin in einem provisorischen Kirchenglockenstuhl eines Holzturmes neben der Kirche aufgehängten Glocken an ihren endgültigen heutigen Platz. Im Kirchturm blieben sie auch hängen, obwohl sie im Krieg beschlagnahmt wurden und zu Munition verarbeitet werden sollten.
Der Taufstein und das Holter Kreuz stammen aus dem 14. Jahrhundert. Die erste Orgel wurde 1698 angeschafft. 1705 verlegte der Bildhauer Thomas Simon Jöllemann seine Werkstatt von Quakenbrück nach Holte. Er hatte den Auftrag bekommen, die St. Clemens-Kirche neu auszustatten. Er schuf einen Hochaltar, zwei Seitenaltäre, die Kanzel, die Kommunionbank, eine Pietà sowie die lebensgroße Holter Kreuztracht, die auch als „Holter Juden“ bezeichnet werden. Auch eine Monstranz soll aus dieser Zeit stammen. 1738 war der Auftrag abgeschlossen.
In den letzten Jahren des 20. Jahrhunderts wurde die Kirche vollständig renoviert und erstrahlt in neuem Glanz. Zu erwähnen ist auch die neue Vorhangmalerei. Die St.-Clemens-Kirche ist eine der sehenswerten Kirchen des Emslandes.
Unbefleckte Empfängnis Mariens, Lähden
Im Jahre 1920 wurde in Lähden die Kirche Unbefleckte Empfängnis Mariens erbaut und die Kirchengemeinde aus der Pfarrgemeinde Holte ausgepfarrt. Ihre Toten werden jetzt auf dem eigenen Friedhof in Lähden beerdigt. Noch 1910 wurde für die Erweiterung der Holter Kirche gesammelt. Das Geld wurde dann für den Kirchbau in Lähden verwendet.
Besonderes Merkmal in dieser Kirche ist das Original einer Madonna. Diese wurde um 1800 von Hollandgängern mitgebracht als Dankeschön für die Gastfreundschaft. Bei Renovierungsarbeiten im Jahre 1980 entdeckte man den hohen Wert dieser Statue. Im Inneren fand man Reliquien. Eine Kopie steht im Ostlähdener Glockenturm.
Die Kirche an sich wurde Anfang der 1990er Jahre renoviert und erstrahlt in einem für Kirchen ungewöhnlich modernen Stil.
Betschule, Lähden
Der Glockenturm ist aus der Zeit um 1700. Er war zunächst ein Teil der Betschule, welche den Ostlähdenern auch zum regelmäßigen Kirchgang diente. Anfang des 20. Jahrhunderts verfiel der Schulteil leider und man entschloss sich, diesen abzureißen.
im Jahre 2006 wurde dann dieser Teil im Rahmen der 72-h-Aktion der KLJB gemeinsam mit dem Jungkolping wieder aufgebaut und erstrahlt somit heute in neuem Glanz.
St. Antonius-Kirche, Vinnen
Die St. Antonius-Kirche wurde in den Jahren 1853–1858 durch den Architekten Josef Niehaus aus Haselünne erbaut. Der vorhandene Taufstein (Bentheimer Typ) und ein altes Messbuch, das eigens für Vinnen geschrieben wurde, stammen aus der Zeit von 1430 bis 1450. Es handelt sich dabei um ein „Promptuarium“, in das nur solche Teile aufgenommen wurden, die vor Ort erforderlich waren, da nicht jeden Tag Messen gefeiert wurden. Hervorzuheben sind die Buchmalereien, insbesondere eine aufwändige Kreuzigungsszene und die ungewöhnliche Notengebung, die einen Hinweis auf die damalige Sakralmusik liefern. Der Barockaltar, um 1760 geschaffen, stammt aus einem aufgehobenen Franziskanerkloster in Aschendorf.

### Sonstige Sehenswürdigkeiten
Glockenturm in Lähden
Um das Jahr 1800 wurde in Ostlähden eine Betschule errichtet. Diese wurde von den Bewohnern bis zu ihrem Abriss im frühen 20. Jahrhundert benutzt. In ihr ausgestellt befindet sich eine Kopie der Madonna, welche von Hollandgängern im 18. Jh. mitgebracht wurde. Auf Grund des hohen Wertes dieser Skulptur wird das Original in der Lähdener Kirche ausgestellt.
Im Jahre 2006 wurde die Betschule von Jugendlichen aus Lähden wieder neu aufgebaut und erstrahlt jetzt im neuen Glanz.
Pferdesportgelände in Lähden
Alle zwei Jahre finden in Lähden eine Woche nach Pfingsten die Lähdener Pferdetage auf dem riesigen Turniergelände der PSG Lähden statt. Dieses Gelände befindet sich an der Ostlähdener Straße / Schillerberg.
Lähden
Im Jahre 2005 gewann Lähden den Preis „Unser Dorf hat Zukunft – Schönstes Dorf im Emsland 2005“.
Die alte Schule
Im Jahre 1356 wurde in Holte als Gymnasium die erste urkundlich nachweisbare Schule des Emslands erwähnt.
Kriegerdenkmal Holte-Lastrup
Die Jöllemannsche Kreuztrachtgruppe, genannt die „Holter Juden“, steht jetzt im 1950 erstellten Kriegerdenkmal auf dem Kirchhof.
Waldbühne Ahmsen
Im Ortsteil Ahmsen werden seit 1949 Freilichtspiele auf der Waldbühne Ahmsen aufgeführt. Seit 1949 wird jährlich ein religiös orientiertes Stück angeboten, seit 1964 Jahr für Jahr auch ein Märchenspiel. Die Aufführungen finden jährlich von Mai bis September statt.
Großsteingräber
Aus der Zeit um 3000 v. Chr. sind noch heute sichtbare Spuren vorhanden, dass es in der Gemeinde schon in der vorgeschichtlichen Zeit feste Siedlungsplätze gegeben hat. Beispiele hierfür sind die Hünengräber, aus der Zeit der so genannten Trichterbecherkultur. Diese Großsteingräber, aus tonnenschweren Findlingen errichtete weiträumige Totenhäuser, dienten als Grabkammern für ganze Sippen. Im Grundriss besonders lange Kammern mit einem kurzen Gang an einer der Längsseiten sind typisch für die Region und werden auch als Emsländische Kammern bezeichnet.
In der Gemeinde Lähden gab es mehrere Großsteingräber. So im Herßumer Wald zwischen Holte und Ahmsen (Dieses Grab ist noch gut erhalten). In Lastrup in der Nähe des „Tiefen Vehns“ gibt es ein weiteres Hünengrab, das aber als Steinbruch gedient hat und nur noch teilweise erhalten geblieben ist. Gut erhalten ist das Steingrab in Lähden, kurz vor der Hüvener Mühle.
Von mehr als 90 Großsteingräbern im Emsland blieben nur etwa 30 erhalten. Zerstört wurden sie durch die Verwendung der Steine in Fundamenten von Gebäuden oder als „Hünenschotter“ beim Straßenbau, der selbst bis zur Stadt Münster geliefert wurde.

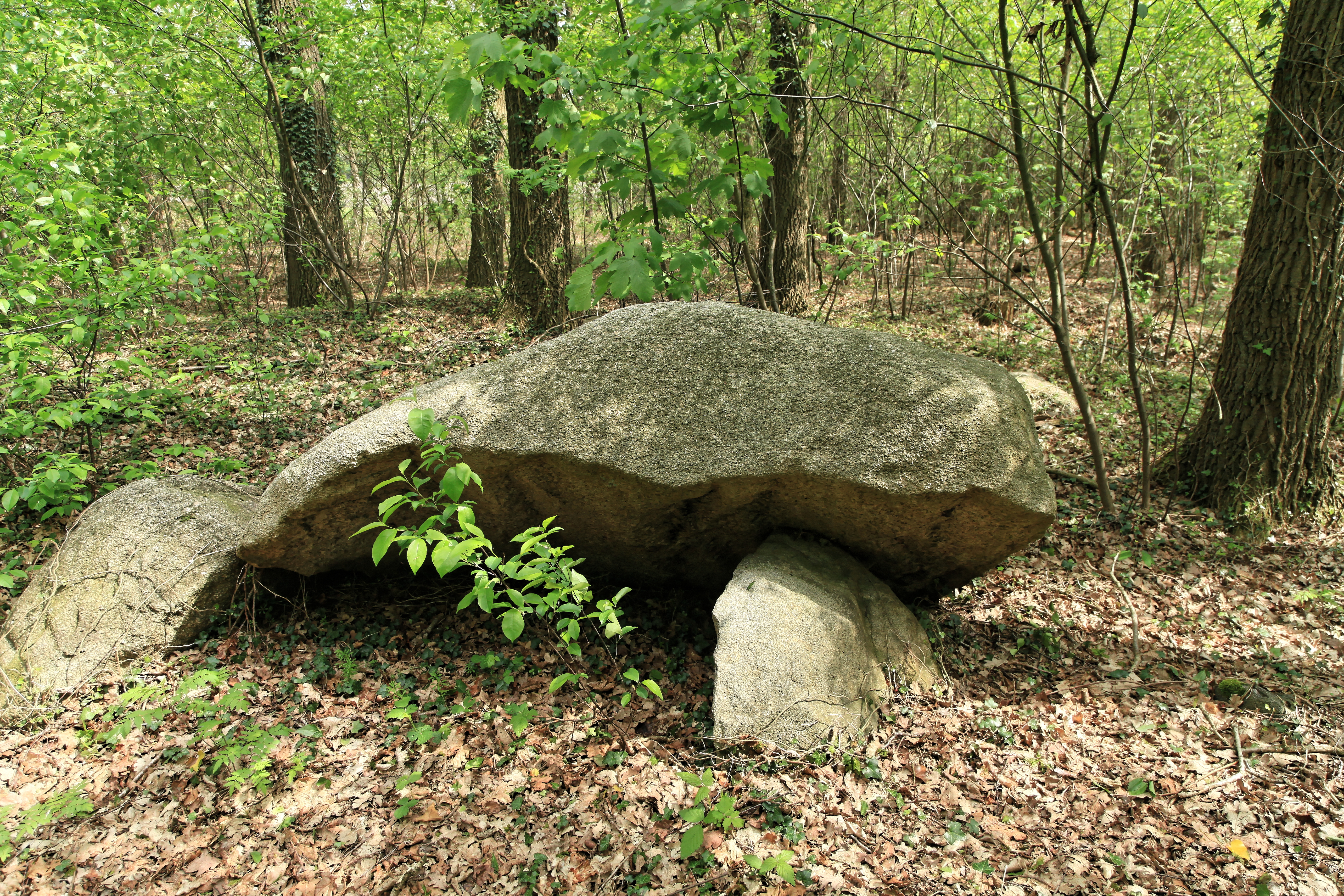
Lähden II
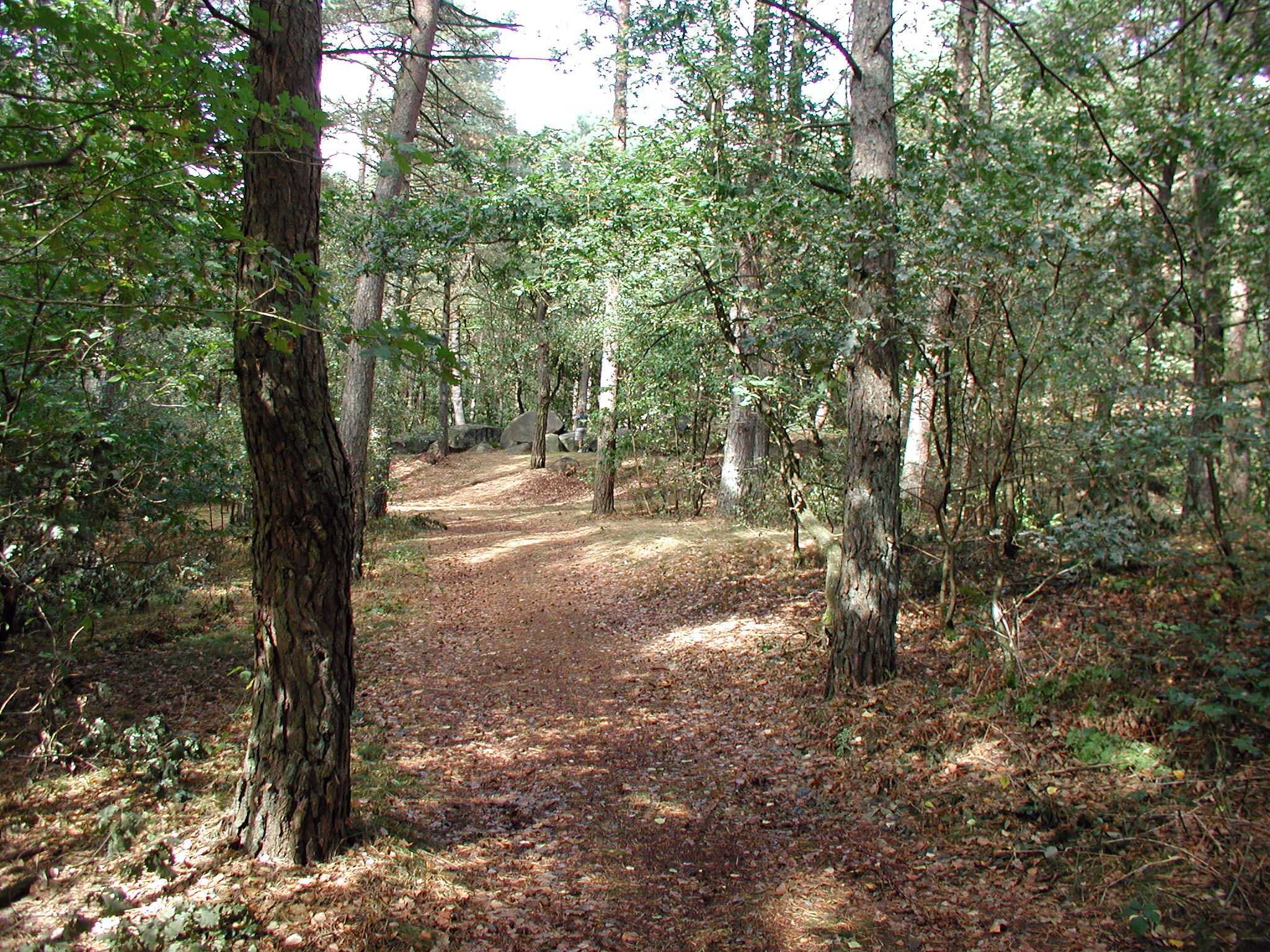
Waldweg zum Steingrab
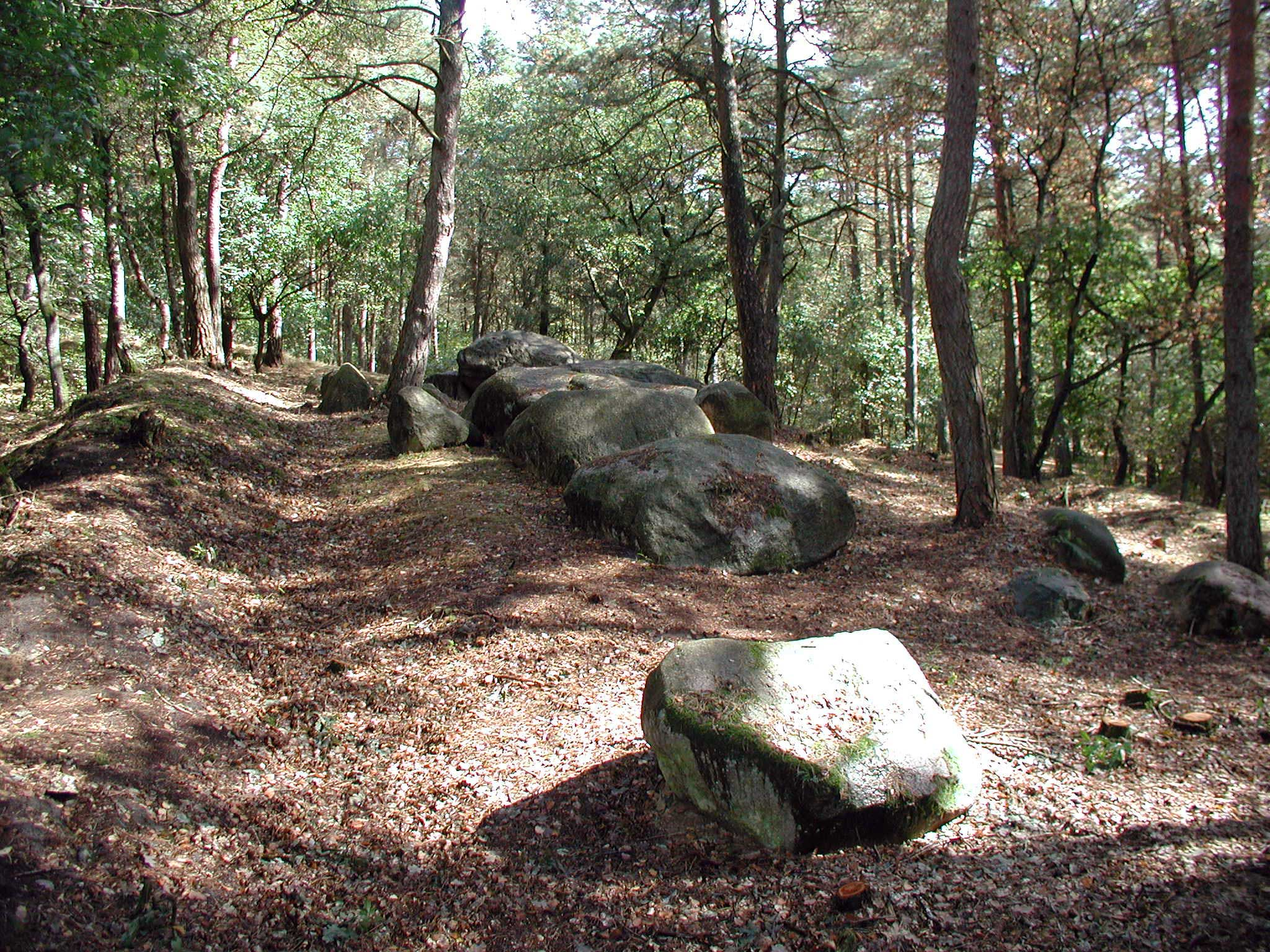
Am Steingrab

## Überreste aus dem Dritten Reich
An der Berßener Straße sind noch Überreste eines Lagers des freiwilligen Arbeitsdienstes aus der Zeit des Nationalsozialismus vorhanden.

## Wirtschaft und Infrastruktur
Besonders Lähden hat eine starke Wirtschaftsentwicklung in den letzten Jahren genommen und ist seit rund 5 Jahren mit dem zweiten Gewerbegebiet ein attraktiver Ansiedlungsort geworden.

### Verkehr
Es bestehen Busverbindungen zwischen Vinnen–Herßum–Holte–Haselünne und Ahmsen–Lähden–Haselünne mit Anschluss zum Bahnhof Meppen.
Die Europastraße 233 führt südlich an der Gemeinde vorbei.

## Persönlichkeiten

### Söhne und Töchter von Lähden
- Lukas Memken (1860–1934), Bildhauer, geb. in Herßum[4]
- Karsten Ocker (1945–2015), Admiraloberstabsarzt a. D., geb. in Holte
- Lambert Pohlmann (* 30. Mai 1823 in Herßum; † 2. Februar 1914 in Osnabrück), Pfarrer in Sögel (1870–1894), Domkapitular im Domkapitel zu Osnabrück ab 1891, Generalvikar des Bistums Osnabrück und der norddeutschen Missionen (1894–1907), Kapitularvikar in der Bischofsvakanz (1898–1899), Träger des Königl.-Preuß. Roten Adlerordens III. Klasse (60) ab 1907
- Anton Buchholz (* 4. Juni 1854 in Holte; † 16. Juli 1931 in Osnabrück), Dompfarrer in Osnabrück (1897–1917), Geistlicher Rat ab Juni 1917, Prosynodalexaminator ab Januar 1916, Domkapitular im Domkapitel zu Osnabrück ab Juni 1917
- Bernhard Kohnen (* 20. März 1876 in Holte; † 21. Januar 1939 in Rom), Pater der Kongregation der Comboni-Missionare vom Herzen Jesu (Comboni-Missionare), Missionar am Weißen Nil (1909–1939), Forscher im Stamm der Shilluk im Südsudan, deren Sprache er erstmals in (englischer) Grammatik erfasste
- Mutter M. Theresia (geb. Angela Freese) (* 10. Dezember 1894 in Holte; † 6. Januar 1970 in Sögel), Mitglied der „Missionsschwestern vom heiligen Namens Mariens“ („Netter Schwestern“) und als solche Erste Generaloberin über 30 Jahre (1932–1950 / 1956–1968)

### Persönlichkeiten, die vor Ort gewirkt haben
- Thomas Simon Jöllemann (* 1670 in Quakenbrück; † unbekannt),  Bildhauer des Barock in Nordwestdeutschland, aus einer weit verzweigten Bildhauerfamilie.
- Pastor Ostermann, der von 1703 bis 1746 Pastor in Holte war. Ihm verdankt die Kirche die reichhaltige Ausstattung.
- Pastor Jansen, unter dem man 1897 bis 1908 den Holter Friedhof erweiterte.
- Christoph Sandmann, Weltmeister im Pferdesport aus Lähden